# Chantal Blaak
Chantal Blaak, seit 2019 Chantal van den Broek-Blaak, (* 22. Oktober 1989 in Rotterdam) ist eine niederländische Radrennfahrerin. Sie gilt als starke Klassikerfahrerin, die auch im Zeitfahren erfolgreich ist.

## Sportliche Laufbahn
2006 wurde Chantal Blaak zweifache niederländische Junioren-Meisterin, im Einzelzeitfahren auf der Straße sowie in der Einerverfolgung auf der Bahn, 2007 konnte sie den Zeitfahrtitel erneut erringen. 2008 wurde sie Vize-Weltmeisterin der Studenten im Straßenrennen. 2009 errang sie den Titel der Europameisterin (Nachwuchs) im Straßenrennen. 2012 belegte sie bei den Straßen-Weltmeisterschaften mit Kirsten Wild, Emma Pooley, Sharon Laws, Jessie Daams und Lucinda Brand im Mannschaftszeitfahren Rang drei.
2014 gewann Blaak das Eintagesrennen von Open de Suède Vårgårda, das Teil des Rad-Weltcups ist, und gemeinsam mit ihrem Team Specialized-lululemon das Mannschaftszeitfahren. Bei den Weltmeisterschaften im selben Jahr errang die Mannschaft mit Chantal Blaak den Titel im Mannschaftszeitfahren. Diesen Erfolg konnte sie bei den UCI-Straßen-Weltmeisterschaften 2016 mit dem Team von Boels Dolmans wiederholen. 2015 sowie 2017 wurde sie mit ihrer Mannschaft Boels Dolmans Vize-Weltmeisterin. Ebenfalls 2017 errang Blaak ihren größten Einzelerfolg, als sie Weltmeisterin im Straßenrennen wurde.
2017 sowie 2018 wurde Chantal Blaak niederländische Straßenmeisterin. Bei den UCI-Straßen-Weltmeisterschaften 2018 in Innsbruck errang sie mit Boels Dolmans erneut die Silbermedaille im Mannschaftszeitfahren, und sie gewann das Amstel Gold Race. 2019 gewann sie den  Omloop Het Nieuwsblad errang bei den Europaspielen Silbert Einzelzeitfahren.
Die Saison 2020 begann Blaak mit einem Sieg bei Le Samyn des Dames. Im Zug der Corona-Pandemie fielen weitere Straßenrennen in den folgenden Monaten aus. Im Oktober des Jahres gewann sie die Flandern-Rundfahrt.
Im November 2022 wurde bekannt, dass Chantal Blaak ein Kind erwartet und deshalb 2023 keine Rennen bestreiten wird. Im Mai 2023 wurde sie Mutter einer Tochter.

## Erfolge

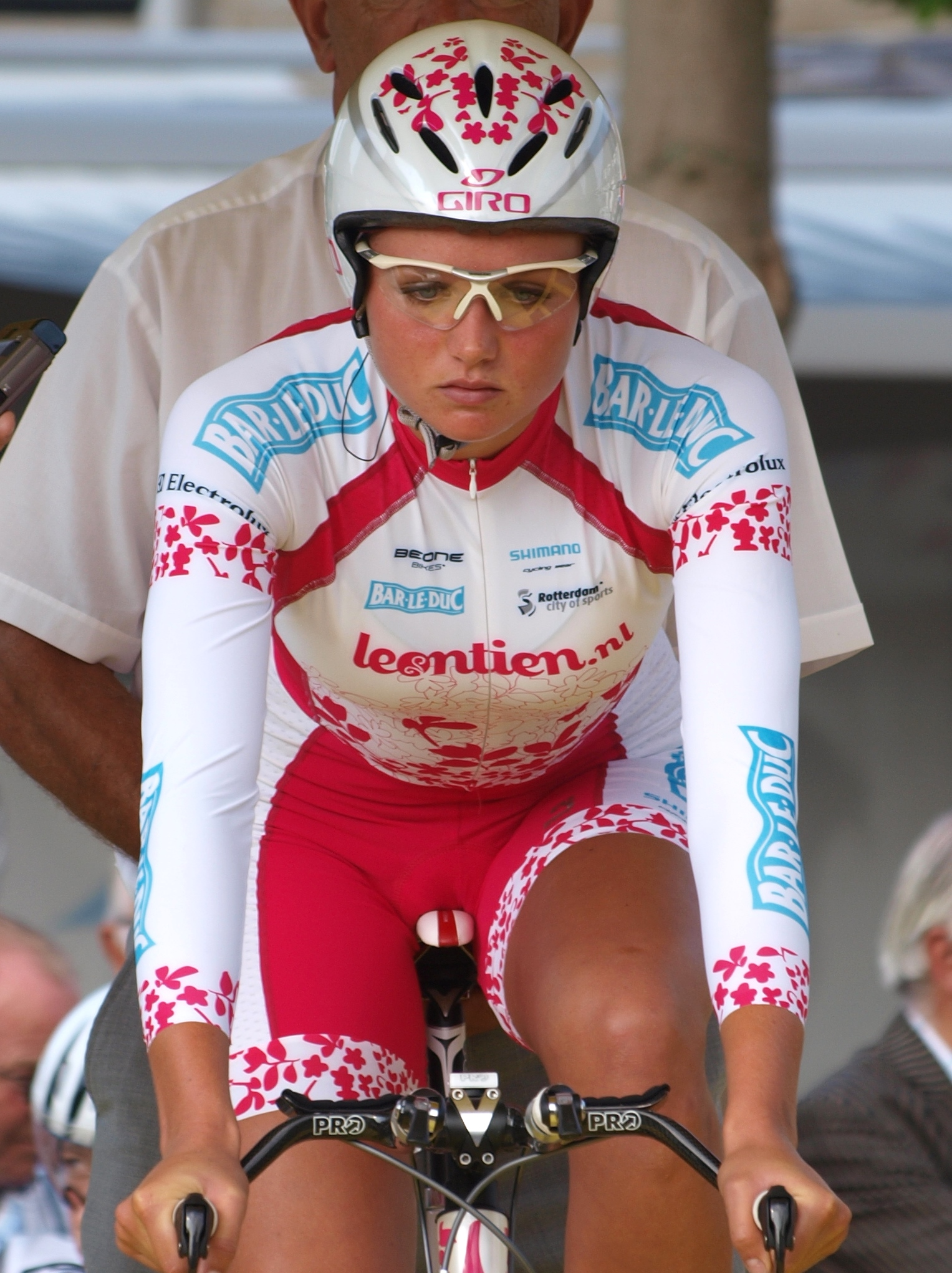
Blaak bei der niederländischen Zeitfahrmeisterschaft 2009

2006
- Niederländische Juniorenmeisterin – Einzelzeitfahren
- Niederländische Juniorenmeisterin – Einerverfolgung

2007
- Niederländische Juniorenmeisterin – Einzelzeitfahren

2009
- Europameisterin (U23) – Straßenrennen

2011
- Erondegemse Pijl
- eine Etappe Ster van Walcheren

2012
- Weltmeisterschaft – Teamzeitfahren (mit Lucinda Brand, Jessie Daams, Sharon Laws, Emma Pooley und Kirsten Wild)

2014
- Weltmeisterin – Teamzeitfahren (mit Lisa Brennauer, Karol-Ann Canuel, Carmen Small-McNellis, Evelyn Stevens und Trixi Worrack)
- Open de Suède Vårgårda – Einzelzeitfahren
- Open de Suède Vårgårda – Teamzeitfahren (mit Trixi Worrack, Evelyn Stevens, Karol-Ann Canuel und Lisa Brennauer)
- zwei Etappen Energiewacht Tour

2015
- Weltmeisterschaft – Teamzeitfahren (mit Ellen van Dijk, Evelyn Stevens, Katarzyna Pawłowska und Christine Majerus)
- eine Etappe Emakumeen Bira
- eine Etappe Le Samyn des Dames

2016
- Weltmeisterin – Mannschaftszeitfahren
- eine Etappe Le Samyn des Dames
- Gent–Wevelgem
- eine Etappe Ronde van Drenthe
- zwei Etappen Energiewacht Tour
- Open de Suède Vårgårda – Teamzeitfahren
- Gesamtwertung und Mannschaftszeitfahren Holland Ladies Tour

2017
- eine Etappe Healthy Ageing Tour
- Niederländische Meisterin – Straßenrennen
- Mannschaftszeitfahren Open de Suède Vårgårda
- Weltmeisterschaft – Mannschaftszeitfahren
- Weltmeisterin – Straßenrennen

2018
- eine Etappe und Mannschaftszeitfahren Healthy Ageing Tour
- Amstel Gold Race
- Niederländische Meisterin – Straßenrennen
- Mannschaftszeitfahren Open de Suède Vårgårda
- eine Etappe Boels Rental Ladies Tour
- Weltmeisterschaft – Mannschaftszeitfahren

2019
- Omloop Het Nieuwsblad
- Europaspiele – Einzelzeitfahren

2020
- Le Samyn des Dames
- Flandern-Rundfahrt

2021
- Strade Bianche
- Simac Ladies Tour
- Dwars door het Hageland

2024
- Niederländische Meisterin – Straßenrennen